# Enchong Dee
Ernest Lorenzo Velasquez Dee, được biết đến với cái tên Enchong Dee (sinh ngày 5 tháng 11 năm 1988) là một diễn viên, ca sĩ, người mẫu và vận động viên nổi tiếng người Philippines. Dee đang là nghệ sĩ hợp đồng với công ty Star Magic của hãng truyền hình ABS-CBN. Anh bắt đầu nổi tiếng với vai chính trong phim truyền hình Katorse (2009). Anh từng đóng vai "Luis" trong bộ phim làm lại của Philippines Maria La Del Barrio (2011). Anh cũng diễn chính trong các phim đình đám của Philippines như Ina, Kapatid, Anak (2012–13) (phim đã phát sóng tại Việt Nam với tên gọi: Tình chị duyên em), và Muling Buksan Ang Puso (phim đã được phát sóng tại Việt Nam với tên gọi: Định mệnh tội lỗi).Tại Việt Nam, Enchong Dee từng được biết đến với nhiều phim nổi tiếng như: vai Nico trong - My Girl (Tình em trong anh) (bản phim làm lại của phim My girl của Hàn Quốc), Đối thủ, và gần đây nhất với hai phim đình đám tại Philippines: vai Ethan trong Tình chị duyên em và vai Leonel Beltran trong Định mệnh tội lỗi.
Anh trai của anh là AJ Dee, cũng là diễn viên và người mẫu tại Philippines.

## Tiểu sử
Enchong Dee sinh ra tại thành phố Naga, Camarines Sur vào thứ bảy, ngày 5 tháng 11 năm 1988. Anh có hai anh em trai là, Angel James Dee, cũng là một diễn viên, trong khi em trai anh là, Isiah Dee, hiện là sinh viên của trường đại học thể thao hàng đầu Philippines De La Salle University Manila- College of St. Benilde. Enchong còn có một em gái.
Sau khi tốt nghiệp tại trường trung học Naga Hope Christian School, Anh dự định sẽ tiếp tục theo đuổi sự nghiệp vận động viên bơi lội chuyên nghiệp tại trường De La Salle University ở Manila. Dee từng nằm trong đội tuyển quốc gia bơi lội của Philippines và đã từng tham gia các giải đấu lớn trong khu vực như SEA Games và Asian Games 2006. Trong sự nghiệp bơi lội, Enchong đã đạt được hơn 400 huy chương về bơi lội trong đó có thể kể đến huy chương bạc tại các kỳ SEA Age Group và huy chương vàng tại các Olympic Festival của Philippines.

## Sự nghiệp

### Sự nghiệp bơi lội
Dee bắt đầu sự nghiệp thi đấu bơi lội quốc tế vào năm 14 tuổi tại đại hội thi đấu bơi lội Southeast Asian Age-Group Swimming Championships. Kể từ đó, anh bắt đầu tham gia các giải đấu lớn trong nước và quốc tế bao gồm:the Palarong Pambansa, Southeast Asian Age-Group Swimming Championships, Afro-Asian Games, Southeast Asian Games, the Asian Games, the Asean University Games, the World University Games và the UAAP Swimming Championships.

#### SEA Games
Năm 2005, Dee tham gia kỳ SEA Games đầu tiên được tổ chức tại Manila khi anh mới 17 tuổi, anh đứng vị trí thứ 6.
Năm 2007, Kỳ SEA Games được tổ chức tại Nakhon Ratchasima, Thái Lan, Dee đứng vị trí thứ 8 và được công nhận ở đường đua 100m bơi bướm. Trong cả kỳ SEA Game năm đó, anh chỉ để thua một đường đua 200m bơi bướm về tay Fil-Am James Walsh.

#### Asian Games
Dee từng tham dự tại Đại hội thể thao châu Á. Tại Asian Games -Đại hội thể thao châu Á năm 2006, anh đứng vị trí thứ 2 xếp sau Ankur Poseria của Ấn Độ. Anh là kình ngư người Phillipines duy nhất đạt được vị trí đó. Asian Games tại Doha năm 2006 là kỳ đại hội thể thao quốc tế duy nhất anh tham gia.

#### Giải nghệ
Ban đầu, Dee dự định kết thúc sự nghiệp bơi lội sau kỳ SEA Games 2009.Tuy nhiên, sau màn trình diễn tuyệt vời, anh quyết định tiếp tục tham gia Kỳ đại hội thể thao Đông Nam Á 2009 (Southeast Asian Games). Quyết định giải nghệ được đưa ra sau khi anh tham gia tranh giải bơi lội tại UAAP Swimming Championship 2009. Vào ngày 25 tháng 3 năm 2010, Dee tổ chức họp báo để tuyên bố việc anh giải nghệ, anh phát biểu anh không còn động lực để tiếp tục tập huấn chuẩn bị cho Á Vận Hội được tổ chức ở Quảng Châu. Vì vậy, anh tuyên bố giải nghệ ở tuổi 21.

### Sự nghiệp diễn xuất
Năm 2006, Dee lần đầu xuất hiện trên truyền hình trong một chương trình talkshow tên Homeboy với vai trò là một trong các khách mời. Ngay lập tức anh lọt vào mắt xanh của một công ty người mẫu và các nhà quảng cáo, anh sớm xuất hiện trong nhiều mẫu quảng cáo cho các nhãn hiệu nổi tiếng bao gồm: Close Up, nhãn hiệu thời trang Bench, hãng thức ăn nhanh KFC và Timex.
Vào tháng 5 năm 2007, hợp đồng của Dee với KFC hết hạn và anh đã chuyển sang ký hợp đồng với hãng Jollibee và trở thành gương mặt đại diện mới của hãng.
Dee bắt đầu sự nghiệp diễn xuất vào năm 2007 với hàng loạt các vai diễn trong các phim Abt Ur Luv, Sineserye, Komiks, Your Song: my only hope và đặc biệt là vai Nico trong phim hit đình đám My Girl, đây là bản làm lại từ phim My girl của Hàn Quốc, trong phim anh đóng vai Nico - vai diễn của Lee Jun Ki trong phiên bản gốc. Sau thành công của My girl, bộ ba diễn viên Enchong Dee, Kim Chiu & Gerald Anderson tiếp tục hợp tác trong phim truyền hình My only hope, cũng khá thành công tại Philippines.
Năm 2009, anh nhận vai chính đầu tiên Arnel Dela Cruz trong phim truyền hình ngắn tập Your Song: Boystown. Vai diễn đột phá Arnel - một cậu bé mồ côi lớn lên trong trung tâm giáo dục dành cho trẻ em đường phố có khả năng đặc biệt về bơi lội đã mang lại cho anh thành công trong sự nghiệp diễn xuất và được khán giả rất yêu thích.Tiếp theo sau đó, anh đóng vai chính trong phim Katorse, dựa theo nguyên tác của phim năm 1968 (phim này cũng được làm lại vào năm 1981), đây là bộ phim đạt được tỷ lệ rating cao trong năm tại Philippines.
Năm 2010, anh tiếp tục hợp tác với các bạn diễn Erich Gonzales và Ejay Falcon, trong phim Tanging Yaman. Sau đó anh tham gia phim Magkaribal. Sau đó anh tham gia phim điện ảnh Sa 'yo Lamang với dàn diễn viên đình đám bao gồm: Christopher de Leon, Coco Martin..., bộ phim nhận được nhiều lời khen ngợi từ khán giả và giới phê bình điện ảnh. Vai James Alvero của anh nhận được nhiều đề cử và giúp anh thắng giải thưởng Gawad PASADO cho danh hiệu nam diễn viên phụ xuất sắc nhất. Cũng trong năm này, Enchong đóng vai chính trong phim điện ảnh cùng với bạn diễn quen thuộc Erich Gonzales trong phim tình cảm I Do. Cũng trong năm này anh đảm nhiệm vai trò MC - host của chương trình Shout out về ca nhạc rất được giới trẻ yêu thích.
Năm 2011, anh đóng vai chính trong phim làm lại Maria La Del Barrio vai Luis de la Vega. Vai diễn Toto - một cậu bé bị mù nhưng có tâm hồn mạnh mẽ và trái tim dũng cảm trong phim ngắn Maalaala Mo Kaya: Parol đưa anh đến vinh quang trong sự nghiệp diễn xuất. Màn trình diễn xuất sắc của Dee trong phim giúp anh nhận được đề cử tại nhiều giải thưởng uy tín trong nước và giúp anh thắng hai giải nam diễn viên chính xuất sắc nhất tại hai giải thưởng hàng đầu Philippines là: Star Awards lần thứ 25 (2011) và Gawad TANGLAW(2012).
Năm 2012, anh đóng phim The Reunion (Đoàn tụ), cùng với các diễn viên cùng lứa như: Enrique Gil, Xian Lim và Kean Cipriano. Bộ phim trở thành phim ăn khách nhất của Philippines trong năm 2012, nó phá vỡ nhiều kỷ lục tại phòng vé. Trong phim anh vào vai Loyld cùng nhóm bạn thân, đang trên đường quay lại với các bạn gái thời trung học, và tìm cách sửa chữa sai lầm của họ trong quá khứ. Đây cũng được cho là phim điện ảnh tiêu biểu nhất trong sự nghiệp của Enchong Dee.
Enchong kiếm được một triệu peso với tập phim ngày 18 tháng 08 năm 2012 trong tập phim "Kapamilya Deal Or No Deal" cùng với bạn diễn của anh trong phim Đoàn tụ là Kean Cipriano.
Trong năm này, sau thành công của The Reunion, anh tiếp tục tái hợp với hai bạn diễn của Reunion là Enrique Gil và Julia Montes trong bộ phim điện ảnh thể loại kinh dị Strangers.Đây là phim thứ ba anh hợp tác với Julia Montes (người được cho là bạn gái của anh).
Năm 2013, anh tái hợp với Kim Chiu cũng như các bạn diễn Xian Lim và Maja Salvador trong phim truyền hình đình đám Ina, Kapatid, Anak (phim phát sóng tại Việt Nam với tên Tình chị duyên em), trong phim anh đóng vai Ethan có tình cảm tay ba với hai bạn diễn nữ là Kim Chiu và Maja Salvador. Tiếp sau đó, một cú hit ngoạn mục anh tạo ra với vai diễn Leonel Beltran trong phim Muling Buksan Ang Puso cùng với bạn gái cũ của anh là nữ diễn viên Julia Montes và người bạn diễn trong phim Đoàn tụ -Enrique Gil (phim phát sóng tại Việt Nam với tên: Định mệnh tội lỗi).Vai Leonel Beltran - một chàng trai trẻ có tính cách nửa chính nửa tà được anh khắc họa xuất sắc nhận được rất nhiều lời khen ngợi từ khán giả và giới phê bình phim ảnh. Phim cũng được đề cử nhiều hạng mục quan trọng tại giải thưởng danh giá nhất Philippines - Star Award lần thứ 28 - 2014, hiển nhiên vai diễn xuất sắc của anh trong phim giúp anh nhận được đề cử Hạng mục Nam diễn viên chính xuất sắc nhất, tại lễ trao giải anh cũng là người dẫn chương trình cùng với người bạn thân là nữ diễn viên nổi tiếng - Kim Chiu.

### Sự nghiệp ca hát
Ngoài sự nghiệp diễn viên đình đám, anh cũng thử sức với vai trò ca sĩ, và anh đã khá thành công khi trở thành ca sĩ.Năm 2014, Dee phát hành single đầu tay với tên gọi, Chinito Problems và album Enchong Dee phát hành sau đó của anh nhận được giải đĩa bạch kim nhờ lượng đĩa phát hành kỉ lục.
Đầu năm 2015 anh dự kiến sẽ tổ chức nhiều show tại Phillipines cũng như biểu diễn phục vụ khán giả hải ngoại tại Mỹ, Australia và châu Âu.

## Đời sống tình cảm
Đầu năm 2011, anh bắt đầu mối quan hệ tình cảm với nữ diễn viên tuổi teen Julia Montes sau khi họ hợp tác với nhau lần đầu trong phim Mara Clara (phát sóng tại Việt Nam với tựa: Trò đùa của số phận). Tuy nhiên sau 2 năm yêu nhau, mối quan hệ của họ đã kết thúc vào cuối năm 2012, có tin đồn cho rằng nam diễn viên Coco Martin là nguyên nhân khiến họ chia tay, tuy nhiên cả hai đều phủ nhận điều này. Họ chưa từng chính thức tuyên bố nhưng khi chia tay, đôi bên từng thừa nhận đã từng yêu nhau nhưng mọi chuyện đã kết thúc thực sự. Đến 2013, mối quan hệ của họ mới bắt đầu bình thường trở lại khi đóng cặp trở lại trong phim Muling Buksan Ang Puso..
Bạn gái hiện tại của anh là Samantha Lewis một người mẫu lai Anh và Phillipines. Hai người bắt đầu hẹn hò vào tháng 7/2014.

## Các phim đã đóng

### Truyền hình
| Năm      | Tên phim                                            | Vai diễn                      | Hãng phim |
| -------- | --------------------------------------------------- | ----------------------------- | --------- |
| 2007     | Komiks Presents: Pedro Penduko at ang mga Engkantao | Mark                          | ABS-CBN   |
| 2007     | Your Song Presents: Tulak ng Bibig                  | Marlon                        | ABS-CBN   |
| 2007     | Mars Ravelo's Lastikman                             | Rafael "Raffy" Gipit          | ABS-CBN   |
| 2007     | Star Magic Presents: Abt Ur Luv:Ur Lyf 2            | Blue Mangubat                 | ABS-CBN   |
| 2008     | Star Magic Presents: Astigs in Haay...Skul Lyf      | Ipe                           | ABS-CBN   |
| 2008     | Star Magic Presents: Astigs in Luvin' Lyf           | Epi                           | ABS-CBN   |
| 2008     | My Girl                                             | Nico Legaspi                  | ABS-CBN   |
| 2008     | Your Song Presents: My Only Hope                    | Juanito "Jhun" Dimaano Jr.    | ABS-CBN   |
| 2009–nay | ASAP 19                                             | Host/Performer                | ABS-CBN   |
| 2009     | Komiks Presents: Mars Ravelo's: Nasaan Ka Maruja?   | Brian Lozano                  | ABS-CBN   |
| 2009     | Your Song Presents: Boystown                        | Arnel Dela Cruz               | ABS-CBN   |
| 2009     | Tayong Dalawa                                       | David Anthony Garcia III      | ABS-CBN   |
| 2009     | Katorse                                             | John Joseph "Jojo" Wenceslao  | ABS-CBN   |
| 2010     | Your Song Presents: Love Me, Love You               | Water Boy                     | ABS-CBN   |
| 2010     | Maalaala Mo Kaya: Kariton                           | Efren Penaflorida             | ABS-CBN   |
| 2010     | Tanging Yaman                                       | Jose Mari "Jomari" Buenavista | ABS-CBN   |
| 2010     | Magkaribal                                          | Caloy Javier                  | ABS-CBN   |
| 2010     | Your Song Presents: Andi                            | Nico Mariveles                | ABS-CBN   |
| 2010     | Wansapanataym: Ali Badbad en da Madyik Banig        | Ali Badbad                    | ABS-CBN   |
| 2010     | Shout Out!                                          | Himself/TV Host               | ABS-CBN   |
| 2010     | Maalaala Mo Kaya: Parol                             | Toto                          | ABS-CBN   |
| 2011     | Your Song Presents: Kim                             | Manny                         | ABS-CBN   |
| 2011     | Mara Clara                                          | Cameo Appearance              | ABS-CBN   |
| 2011     | Maria La Del Barrio                                 | Luis Fernando Dela Vega       | ABS-CBN   |
| 2012-13  | Ina, Kapatid, Anak                                  | Ethan Castillo                | ABS-CBN   |
| 2013     | Muling Buksan Ang Puso                              | Leonel Beltran                | ABS-CBN   |
| 2014     | Maalaala Mo Kaya: Orasan                            | Johnny                        | ABS-CBN   |
| 2014     | Maalaala Mo Kaya: Alak                              | Paul                          | ABS-CBN   |
| 2015     | Ipaglaban Mo: Sa Aking Paggising                    | Dino                          | ABS-CBN   |
| 2015     | Ipaglaban Mo: Paano Na Ang Pangarap?                | Rolly                         | ABS-CBN   |
| 2015     | Wansapanataym Presents: My kungfu chinito           | Diego                         | ABS-CBN   |

### Điện ảnh
| Năm  | Tên phim                   | Vai diễn           | Hãng phim                                       |
| ---- | -------------------------- | ------------------ | ----------------------------------------------- |
| 2009 | BFF (Best Friends Forever) | Paco               | Star Cinema                                     |
| 2009 | Paano Ko Sasabihin?        | Mike               | Cinema One Originals                            |
| 2010 | Sa 'Yo Lamang              | James Alvero       | Star Cinema                                     |
| 2010 | I Do                       | Lance Anderson Tan | Star Cinema                                     |
| 2012 | The Reunion                | Lloyd              | Star Cinema                                     |
| 2012 | The Strangers              | Dolfo              | - Quantum Films - MJM Productions - Star Cinema |
| 2013 | Four Sisters and a Wedding | CJ Salazar         | Star Cinema                                     |
| 2013 | Tuhog                      | Caloy Sicat        | - Skylight Films - Star Cinema                  |
| 2013 | Call Center Girl           | Vince Sandoval     | - Skylight Films - Star Cinema                  |
| 2014 | Once a Princess            | Leonard Jamieson   | Regal Films, Skylight Films                     |

### Các album đã phát hành
| Năm  | Bài hát   | Nghệ sĩ          | Đạo diễn       |
| ---- | --------- | ---------------- | -------------- |
| 2013 | "Chinito" | Yeng Constantino | Avid Liongoren |

| Năm  | Album         | Singles          |
| ---- | ------------- | ---------------- |
| 2014 | "Enchong Dee" | Chinito Problems |

## Giải thưởng và đề cử
| Năm  | Tên giải thưởng                                   | Hạng mục                                                                                            | Kết quả   |
| 2009 | ASAP Pop Viewer's Choice Awards                   | Pop Male Fashionista                                                                                | Đề cử     |
| 2010 | Gawad PASADO                                      | Pinakapasadong Kabataan                                                                             | Đoạt giải |
| 2010 | 41st Guillermo Mendoza Memorial Foundation Awards | Most Promising Love Team với Erich Gonzales                                                         | Đoạt giải |
| 2010 | Star Awards for Movies                            | New Movie Actor cho Paano Ko Sasabihin?                                                             | Đề cử     |
| 2010 | FAMAS Awards                                      | German Moreno Youth Achievement Award                                                               | Đoạt giải |
| 2010 | Star Magic Ball                                   | Star Magic Ball's Most Romantic Couple với Erich Gonzales                                           | Đoạt giải |
| 2010 | ASAP Pop Viewer's Choice Awards                   | Pop Male Fashionista                                                                                | Đề cử     |
| 2010 | ASAP Pop Viewer's Choice Awards                   | Pop Fans Club for Loveteam với Erich Gonzales                                                       | Đề cử     |
| 2010 | ASAP Pop Viewer's Choice Awards                   | Pop Loveteam vớiErich Gonzales                                                                      | Đề cử     |
| 2010 | 41st Box Office Entertainment Awards              | Most Promising Love Team of the Year với Erich Gonzales                                             | Đoạt giải |
| 2011 | Barkada Choice Awards                             | Choice Male Icon                                                                                    | Đề cử     |
| 2011 | Barkada Choice Awards                             | Choice Actor of the Year cho Maalaala Mo Kaya: Parol                                                | Đoạt giải |
| 2011 | Barkada Choice Awards                             | Choice Breakthrough Artist of 2010                                                                  | Đoạt giải |
| 2011 | Gawad PASADO                                      | Pasadong Katuwang Aktor cho Sa'yo Lamang                                                            | Đoạt giải |
| 2011 | Star Awards for Movies                            | Movie Supporting Actor of the Year choSa'yo Lamang                                                  | Đề cử     |
| 2011 | ASAP Pop Viewer's Choice Awards                   | Pop Male Fashionista                                                                                | Đề cử     |
| 2011 | ASAP Pop Viewer's Choice Awards                   | Pop Pin Up Boy                                                                                      | Đoạt giải |
| 2011 | ASAP Pop Viewer's Choice Awards                   | Pop Fans Club for Loveteam với Erich Gonzales                                                       | Đề cử     |
| 2011 | Star Magic Ball                                   | Star Magic Ball's Most Favorite Couple với Erich Gonzales                                           | Đoạt giải |
| 2011 | Golden Screen TV Awards                           | Outstanding Performance by an Actor in a Single Drama/Telemovie Program cho Maalaala Mo Kaya: Parol | Đề cử     |
| 2011 | Star Awards for TV                                | Best Single Performance by an Actor cho Maalaala Mo Kaya: Parol                                     | Đoạt giải |
| 2012 | Gawad TANGLAW                                     | Best Performance by an Actor (Single Performance) cho Maalaala Mo Kaya: Parol                       | Đoạt giải |
| 2012 | 43rd Guillermo Mendoza Memorial Foundation Awards | Best Loveteam for TV and Movies với Erich Gonzales                                                  | Đoạt giải |
| 2014 | 28th PMPC Star Awards For TV                      | Best Drama Actor cho Muling Buksan Ang Puso                                                         | Đề cử     |